# Rezerwat przyrody Jodły Sieleckie
Rezerwat przyrody Jodły Sieleckie – leśny rezerwat przyrody w miejscowości Sielec w gminie Żarnów, w powiecie opoczyńskim, w województwie łódzkim.
Zajmuje powierzchnię 32,74 ha (akt powołujący podawał 33,13 ha). Został powołany Zarządzeniem Ministra Ochrony Środowiska, Zasobów Naturalnych i Leśnictwa z 21 grudnia 1998 roku (Dz.U. z 1998 r. nr 161, poz. 1090). Według aktu powołującego, celem ochrony jest zachowanie ze względów naukowych i dydaktycznych fragmentu lasów z udziałem naturalnie odnawiającej się jodły oraz zachowanie śladów po wydobywaniu syderytowych rud żelaza metodą duklową.